# Les Bans
Les Bans (3.669 m) es una montaña en el macizo des Écrins en los Alpes del Delfinado, ascendida por vez primera por W. A. B. Coolidge, Christian Almer y U. Almer el 14 de julio de 1878.
Hay tres cimas en la montaña:
- Cima sur 3. 669 m
- Cima noroeste 3. 630 m
- Cima norte 3. 662 m

## Cabañas
- Chalet Hôtel du Gioberney (1.700 m)
- Cabaña Les Bans (2.076 m)
- Refugio Pilatte (2.580 m)

## Clasificación SOIUSA
Según la clasificación SOIUSA, Les Bans pertenecen:
- Gran parte: Alpes occidentales
- Gran sector: Alpes del sudoeste
- Sección: Alpes del Delfinado
- Subsección: Macizo des Écrins
- Supergrupo: Cadena Pelvoux-Bans-Sirac
- Grupo: Grupo de los Bans
- subgrupo: Nudo de los Bans
- Código: I/A-5.III-C.11.b

## Gallery

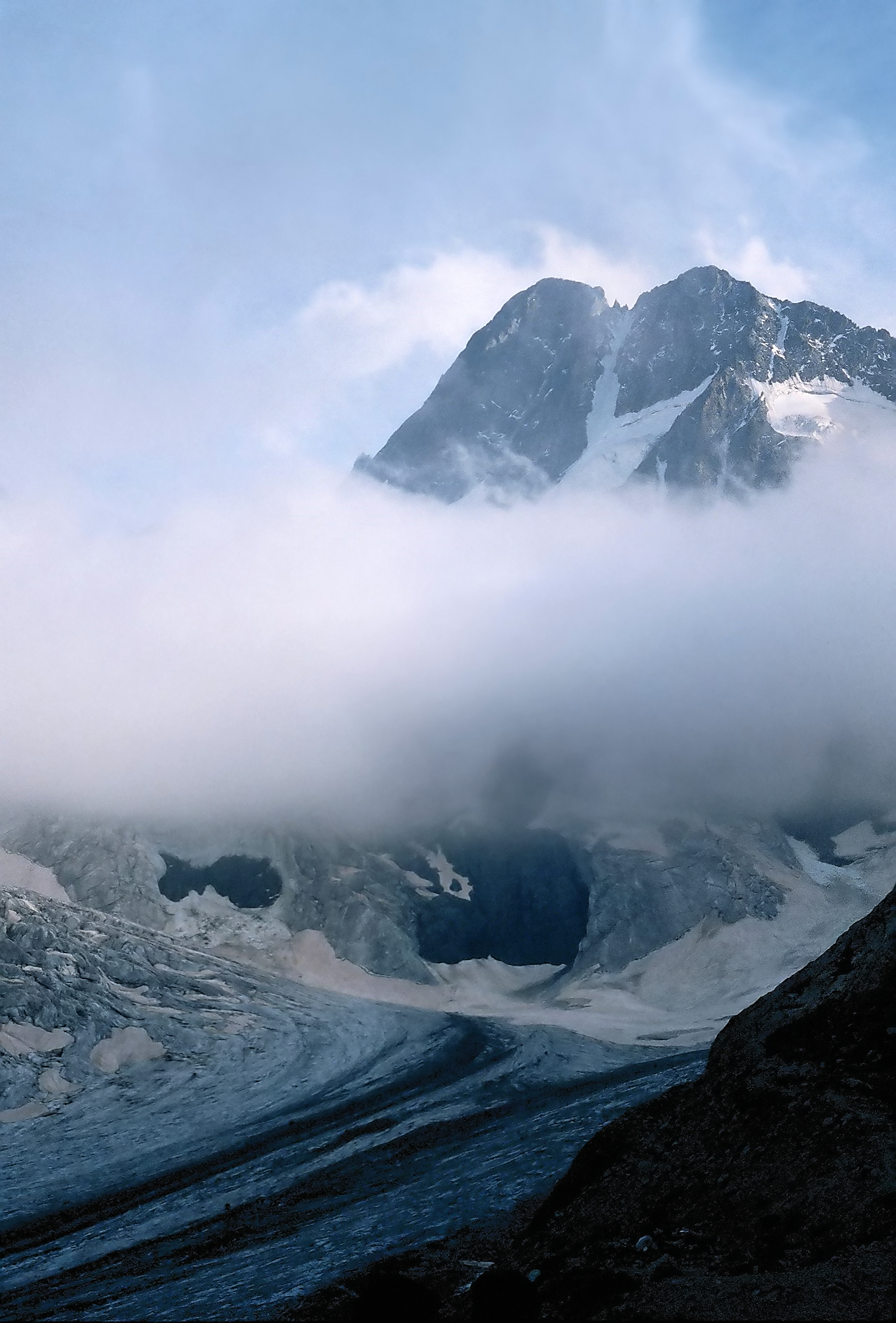
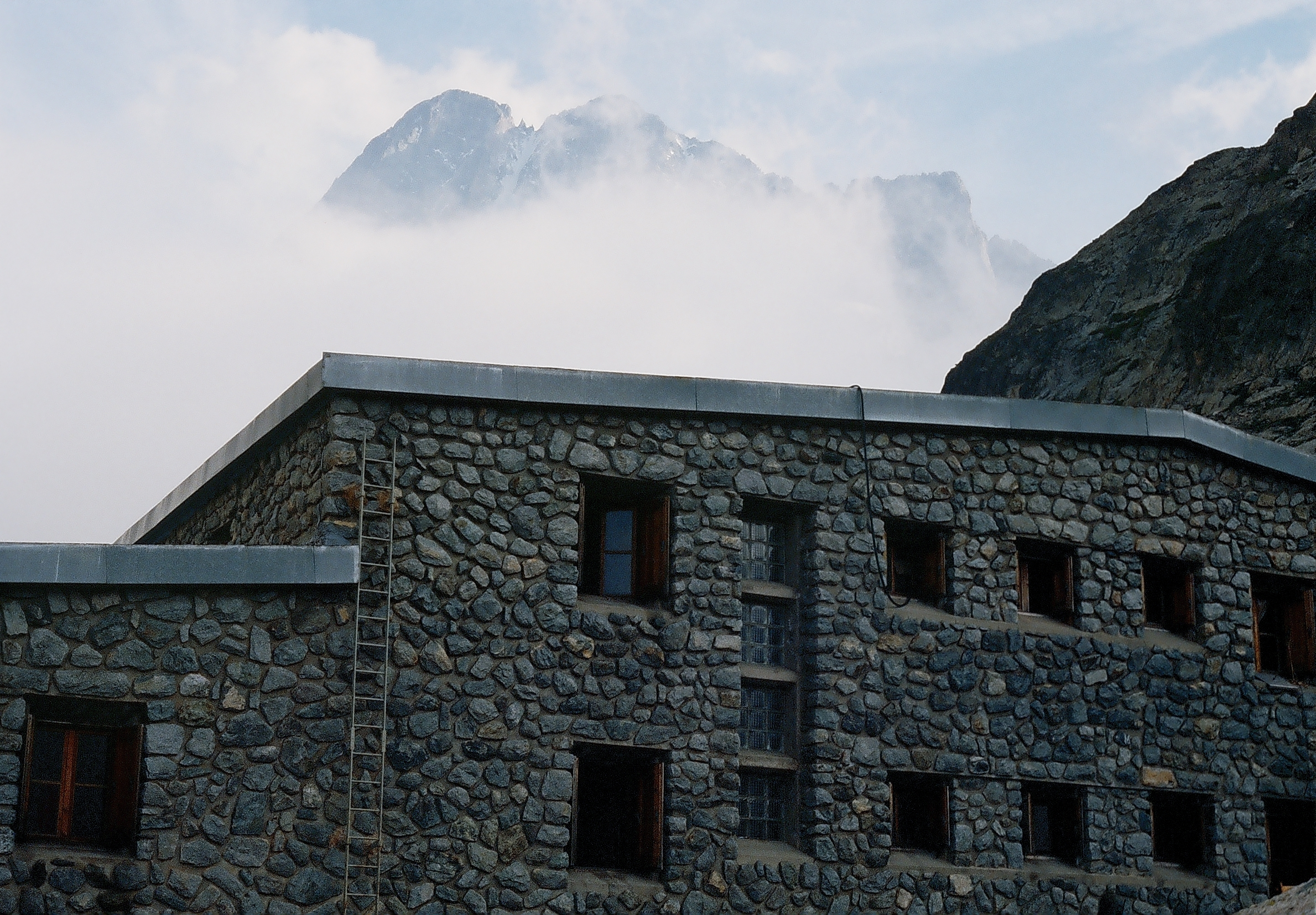